# Лунд, Клас
Клас Хенрик Понтус Лунд (швед. Klas Henrik Pontus Lund, родился 14 февраля 1968, Лидингё) — шведский ультраправый политик, бывший лидер Северного движения сопротивления, ранее редактор газеты «Nationellt Motstånd» (со швед. — «Национальное сопротивление»).

## Биография
В 1986 году Лунд был арестован и осуждён за убийство активиста Ронни Ландина, который пытался защитить от нападения трёх подростков-мигрантов в городе Нюнесхамн. Лунд получил четыре года тюрьмы, но уже через два года его освободили за примерное поведение.
В 1990 году Лундом и его друзьями была создана расистская и неонацистская организация «Белое арийское сопротивление» — координационный центр самых радикальных шведских экстремистов в 1990-е годы. Также он руководил базой вербовки скинхедов во Фрюсхусете.
В 1991 году Лунда осудили на шесть лет за ограбление банка в Вемдалене (Херьедален), а также за попытку нападения на полицейский участок в Лидингё. Несколько раз был признан виновным за разбойные нападения и незаконное хранение оружия.
В октябре 2004 года бежал из Мариестадской тюрьмы, где отбывал полугодовой срок за незаконное хранение оружия, но в марте 2005 года был арестован в норвежском Кристиансанне.